# 중화인민공화국 주석
중화인민공화국 주석(중국어 간체자: 中华人民共和国主席, 병음: Zhōnghuá Rénmín Gònghéguó Zhǔxí, 영어: President of People's Republic of China)은 헌법적으로 중화인민공화국의 상징적인 국가원수이다. 엄밀히 말하면 중국 공산당의 서열 2나3위인이지만, 1993년 부터 중국 공산당 중앙위원회 총서기와 동시에 차지되고 있다. 또한 이로 인해, 현재 주석은 사실상 중국의 최고 지도자 및 사령관이다. 국가주석(중국어 간체자: 国家主席, 병음: Guójiā Zhǔxí)으로도 불린다. 현행 헌법상 주석의 임기는 5년이고, 2018년 이후로 연임은 무제한이다.

## 역사
1949년 10월 1일 중화인민공화국이 건국되어 마오쩌둥(毛澤東)이 중앙인민정부 주석으로서 국가 원수로 취임하였다. 1954년 9월 20일 중화인민공화국 헌법이 제정되어 국가 원수로서 중화인민공화국 주석이란 직책을 만들었다. 9월 27일에 마오쩌둥이 중화인민공화국의 초대 국가 주석으로 취임했다.
마오쩌둥과 류샤오치(劉少奇) 시대의 국가 주석은 국정의 최고 책임자로서 자리 매김되고 있었다. 그러나, 문화대혁명에 의해서 현직이었던 국가 주석 류샤오치가 타도 대상으로 여겨져 중국 공산당 내외로부터 비난과 규탄의 끝에 해임되었다. 그 후, 국가 주석은 공석이 되었고, 국가 부주석이 직무를 대행했다. 1970년 3월에 마오쩌둥이 국가 주석의 폐지를 제안했고, 1975년 1월에 헌법을 개정하여 국가 주석은 폐지되었다.
국가 주석 폐지 후, 그 직권은 중국 공산당 중앙위원회 주석과 전국 인민대표대회 상무위원회로 위임이 되었고, 전국 인민 대표회의 상무위원회가 국가 원수의 권한을 가졌다. 그러나 마오쩌둥이 1976년 사망할 때까지 국가원수의 역할을 수행한다. 그 뒤 1978년 헌법을 개정할 시기에 전국 인민 대표회의 상무 위원장이 법률의 공포나 국가의 영예 칭호의 수여를 실시하여, 대외적인 국가 원수의 권한을 행사하는 것으로 정해졌다.
1981년 5월 16일 일시적으로 쑹칭링(宋慶齡)을 명예 국가 주석으로 추대하였으나 13일만에 사망하여 다시 폐지되었다.
덩샤오핑(鄧小平) 시대인 1982년에 제정된 헌법에 의해서, 국가 주석은 명예직이었던 국가 원수로서 부활되었다. 초기 시절에 국가 주석은 전국 인민 대표회의 상무 위원장이나 전국정치협상회의 주석과 같았고, 일찍이 덩샤오핑의 같은 연배의 중국 공산당과 중국 인민해방군의 원로를 예우하기 위한 명예직으로 이용되었다. 그러나 1989년에 천안문 사건이 발생하자, 혼란스러운 공산당 내부의 대응에 리펑(李鵬)이 국가 주석의 권한으로 계엄령을 실시하여 정국에 큰 영향을 주었다.
1993년에 양상쿤이 퇴임하자, 중국공산당 중앙위원회 총서기겸 중앙 군사 위원회 주석이었던 장쩌민(江澤民)이 국가 주석으로 취임했다. 그 이후, 명예직이었던 국가 주석직은 국정 책임자 지위로 되돌아 와서 중국 공산당의 최고 지도자가 총서기, 국가 주석, 중앙 군사 위원회 주석을 겸임한 형태로 정부, 당, 군대의 주도권을 행사하고, 권력을 집중한 시스템이 지금도 계속되고 있다.
중화민국은 하나의 중국 원칙에 따라 중화인민공화국을 인정하지 않기 때문에, 중화민국의 총통에 공존하는 국가주석 지위 또한 인정하지 않고 있으며, 당연히 중화인민공화국의 공산주의를 절대 인정을 안 한다.
2018년에는 '국가주석직 2연임 초과 금지' 조항 삭제를 담은 헌법 개정안이 찬성 2958표, 반대 2표, 기권 3표, 무효 1표의 압도적인 찬성으로 통과되어, 시진핑 주석이 장기집권을 할 수 있게 됐다.

## 선출 방법
현재 중화인민공화국의 헌법(1982년 헌법)에 의하면, 중화인민공화국의 공민으로, 선거권 및 피선거권을 가지는 만 45세 이상 성인이, 전국인민대표대회에 의해 국가 주석으로 선출된다. 임기는 5년이고, 기존에는 3선 이상 선출을 금지하였으나 공산당 중앙위원회에서(2018년) 관련 조항의 삭제를 제안해 장기집권의 제도적 기반이 마련된 상태다.
국가 주석 및 국가 부주석의 후보자는 전국인민대표회의 주석단이 지명하고, 전국인민대표회의 전체회의에서 투표에 의한 선거를 실시해서, 전의원의 과반수를 획득한 사람이 당선자가 된다. 덧붙여 전국인민대표회의의 의원의 대부분은 중국 공산당원 및 공산당의 기관인 인민 해방군 소속 군인으로 구성되어 있고 또 헌법에도 중국 공산당에 의한 국가의 통치가 명기되었고, 실질적인 인선은 중국 공산당 중앙위원회가 시행하고 있다.
국가 주석이 임기 도중에 사망 또는 사임하였을 경우에는 국가 부주석이 국가 주석의 지위를 계승한다. 국가 주석과 국가 부주석의 양쪽 모두가 공석일 경우는 전국인민대표회의에서 보선이 실시된다. 보선이 실시될 때까지는 전국 인민 대표회의 상무 위원장이 잠정적으로 국가 주석 대리가 된다.
하지만 2018년 3월 11일 전국인민대표회의에서 헌법에 국가주석 3선 연임 제한을 폐지하고 개헌하게 되면서 시진핑 국가주석은 장기집권하게 된다

## 역대 주석 목록
| 대                                                                | 사진            | 이름                                                                    | 취임일           | 퇴임일          |
| ----------------------------------------------------------------- | --------------- | ----------------------------------------------------------------------- | ---------------- | --------------- |
| 중화인민공화국 중앙인민정부 주석(1949년 10월 1일~1954년 9월 27일) |                 |                                                                         |                  |                 |
| -                                                                 |                 | 마오쩌둥 毛澤東, 모택동                                                 | 1949년 10월 1일  | 1954년 9월 27일 |
| 중화인민공화국 주석(1954년 9월 27일~1975년 1월 17일)              |                 |                                                                         |                  |                 |
| 1                                                                 |                 | 마오쩌둥 毛澤東, 모택동                                                 | 1954년 9월 27일  | 1959년 4월 27일 |
| 2                                                                 |                 | 류샤오치 劉少奇, 유소기                                                 | 1959년 4월 27일  | 1965년 1월 3일  |
| 2                                                                 | 1965년 1월 3일  | 류샤오치 劉少奇, 유소기                                                 | 1968년 10월 31일 |                 |
| -                                                                 |                 | 쑹칭링宋慶齡, 송경령 둥비우董必武, 동필무 (부주석이 주석의 권한을 대행) | 1968년 10월 31일 | 1972년 2월 24일 |
| -                                                                 |                 | 둥비우 董必武, 동필무(주석 대행)                                        | 1972년 2월 24일  | 1975년 1월 17일 |
| 중화인민공화국 명예주석(1981년 5월 16일~1981년 5월 29일)          |                 |                                                                         |                  |                 |
| -                                                                 |                 | 쑹칭링 宋慶齡, 송경령                                                   | 1981년 5월 16일  | 1981년 5월 29일 |
| 중화인민공화국 주석(1983년 6월 18일~)                             |                 |                                                                         |                  |                 |
| 3                                                                 |                 | 리셴녠 李先念, 이선념                                                   | 1983년 6월 18일  | 1988년 4월 8일  |
| 4                                                                 |                 | 양상쿤 楊尙昆, 양상곤                                                   | 1988년 4월 8일   | 1993년 3월 27일 |
| 5                                                                 |                 | 장쩌민 江澤民, 강택민                                                   | 1993년 3월 27일  | 1998년 3월 15일 |
| 5                                                                 | 1998년 3월 15일 | 장쩌민 江澤民, 강택민                                                   | 2003년 3월 15일  |                 |
| 6                                                                 |                 | 후진타오 胡錦濤, 호금도                                                 | 2003년 3월 15일  | 2008년 3월 15일 |
| 6                                                                 | 2008년 3월 15일 | 후진타오 胡錦濤, 호금도                                                 | 2013년 3월 14일  |                 |
| 7                                                                 |                 | 시진핑 習近平, 습근평                                                   | 2013년 3월 14일  | 2018년 3월 17일 |
| 7                                                                 | 2018년 3월 17일 | 시진핑 習近平, 습근평                                                   | 2023년 3월 10일  |                 |
| 7                                                                 | 2023년 3월 10일 | 시진핑 習近平, 습근평                                                   |                  |                 |

## 같이 보기
- 중화인민공화국의 부주석
- 중화인민공화국의 국무원총리
- 중화민국 총통